# Masters de Roma 1996

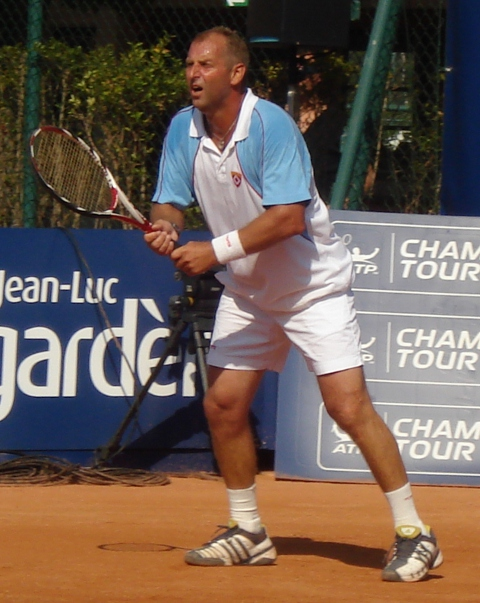
Thomas Muster en 2009.

El 1996 Abierto de Italia fue la edición del 1996 del torneo de tenis Masters de Roma. El torneo masculino fue un evento de los Super 9 1996 y se celebró desde el 6 de mayo hasta el 12 de mayo.  El torneo femenino fue un evento de la Tier I 1996 y se celebró desde el 13 de mayo hasta el 19 de mayo.

## Campeones

### Individuales Masculino
Thomas Muster vence a  Richard Krajicek, 6–2, 6–4, 3–6, 6–3

### Individuales Femenino
Conchita Martínez vence a  Martina Hingis, 6–2, 6–3

### Dobles Masculino
Byron Black /  Grant Connell vencen a  Libor Pimek /  Byron Talbot, 6–2, 6–3

### Dobles Femenino
Arantxa Sánchez Vicario /  Irina Spîrlea vencen a  Gigi Fernández /  Martina Hingis, 6–4, 3–6, 6–3